# Iniciativa Democràtica Nacional
La Iniciativa Democràtica Nacional (IDN) fou un partit polític andorrà de centre-esquerra. Va ser fundat l'any 1993 per a concórrer a les eleccions d'aquell any i va desaparèixer l'any 1998. El Partit Demòcrata es pot considerar el seu successor polític, ja que la majoria de membres del partit van ingressar.

## Història
El partit es va presentar a les eleccions generals de 1993 i a les següents de 1997. En ambdues convocatòries va aconseguir dos escons amb un 15,3 percent de vots en la primera i un 17,8 la segona. Poc després, el partit desaparegué.

## Resultats electorals

### Consell General
| Elecció | Vots  | %    | Escons | +/– | Candidat            | Govern   |
| ------- | ----- | ---- | ------ | --- | ------------------- | -------- |
| 1993    | 1.109 | 15,3 | 2 / 28 | Nou | Vicenç Mateu Zamora | Oposició |
| 1997    | 1.497 | 17,8 | 2 / 28 | =   | Vicenç Mateu Zamora | Oposició |

### Eleccions Comunals
| Election | Votes | %    | Seats  | +/– | Position |
| -------- | ----- | ---- | ------ | --- | -------- |
| 1995     | 496   | 27,1 | 2 / 12 | Nou | 3r       |